# 化学品船

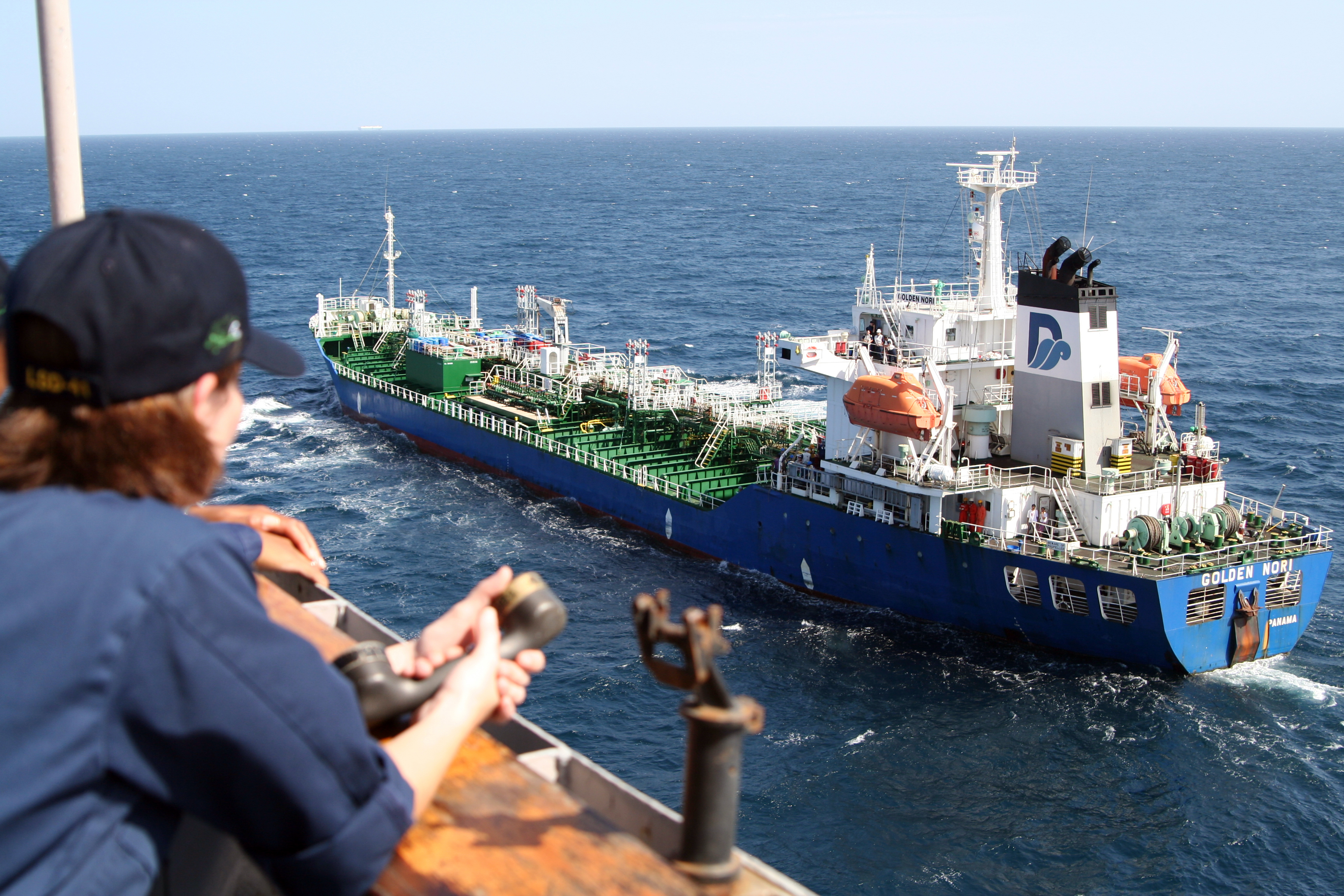
化學輪「Golden Nori」（攝於2007年12月）

化学品船指专门运载有毒、易燃和腐蚀性强的液体化学品之液货船只，运输产品也包括石油化学产品、煤焦油、碳水化合物的衍生物等等。化学品船一般与成品油船类似，但设置有温控系统和透气系统。特殊的化学品船还会设置有隔离空舱、惰性气体保护系统、不锈钢板舱壁等。由于化学品船所运载的货物的特殊性，为了防止或降低船体在遭受損害时可能造成的破坏，不仅根据运载品危险程度和环境破坏程度规定了货舱的位置，而且将货舱大小分为三级。Ⅰ级为危害最大，货舱必须小于1250立方米，Ⅱ级次之，需小于3000立方米，而Ⅲ级则对货舱大小无明确限制。